# Fodiolo
Fodiolo est une localité du Nord de la Côte d'Ivoire et appartenant au département de Boundiali, Région des Savanes. Elle se situe à mi-chemin entre Boundiali et Morondo. Fodiolo est un ruisseau intermittent Fodiolo se trouve a la proximité du village de Nondara ainsi de la localité guignerie D'après les prévisions d'activité des poissons, c'est aujourd'hui excellent moment pour la pêche à Côte d'Ivoire, Fodiolo, avec score d'activité des poissons 99.L’heure locale actuelle est 13:00; le lever du soleil est à 08:01 et le coucher du soleil est à 20:07 heure locale (Africa/Abidjan UTC/GMT+0). Le fuseau horaire pour Fodiolo est UTC/GMT+0 En 2025 l’heure d’été est valable de - à -.  